# Il·lusió d'Ehrenstein

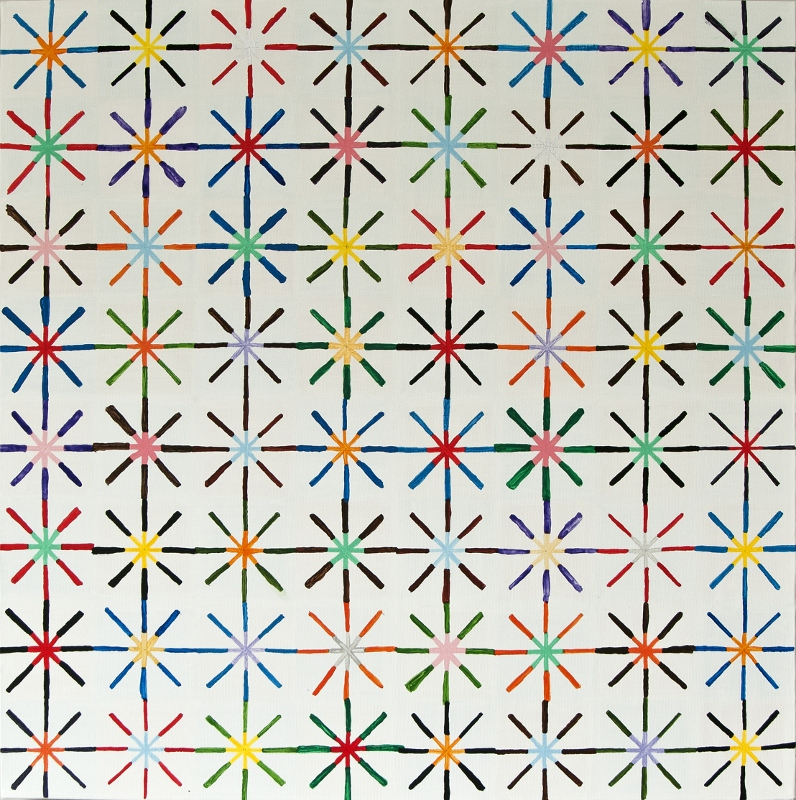
La il·lusió original d'Ehrenstein es presenta en color per ressaltar la lluentor aparent de la zona central.

La il·lusió d'Ehrenstein és una il·lusió òptica de brillantor o de percepció del color. Els fenòmens visuals van ser estudiats pel psicòleg alemany Walter H. Ehrenstein (1899–1961), que originalment volia modificar la teoria darrere de la il·lusió de la quadrícula de Hermann. En el descobriment de la il·lusió òptica, Ehrenstein va trobar que els patrons de reixetes de línies rectes que s'aturen en un punt determinat semblen tenir un centre més brillant, en comparació amb el fons.
Ehrenstein va publicar el llibre Modifications of the Brightness Phenomenon of L. Hermann ("Modificacions del fenomen de brillantor de L. Hermann") per desmentir la teoria d'Hermann, tot argumentant que aquestes il·lusions no eren causades per un efecte de contrast, sinó per un efecte de brillantor.

## L'efecte
La il·lusió d'Ehrenstein és una il·lusió de brillantor en la qual les vores d'una forma afecten la brillantor observada de la superfície d'una imatge. Aquests efectes varien segons la persona i es poden fer més evidents tot canviant el fons de la configuració o l'entorn de la superfície de la imatge. L'observador percep que la luminància d'una superfície és més brillant, malgrat que sigui idèntica.

### Contorn il·lusori
De vegades, la il·lusió s'associa amb una figura de contorn il·lusori, en la qual els extrems dels segments foscos produeixen la il·lusió de cercles o quadrats. Les figures circulars aparents al centre de la configuració, tot i tenir el mateix color que el fons, semblen més brillants. L'efecte de brillantor desapareix quan els segments de línia s'uneixen amb un disc circular.

Un efecte similar de contorn il·lusori es veu en figures com el triangle de Kanizsa.

Variacions de la il·lusió d'Ehrenstein
La il·lusió original d'Ehrenstein, en la qual el patró de reixeta dels segments foscos produeix la il·lusió de cercles i quadrats més brillants.
La variació de la il·lusió d'Ehrenstein mostra una paradoxa de la percepció de la forma. El quadrat apareix corbat quan es col·loca dins de cercles concèntrics.
La il·lusió d'un disc central brillant (a dalt) es destrueix afegint un cercle més fosc (a sota).

### Variacions
Ehrenstein va dur a terme variacions de la il·lusió original per provar com la percepció podria canviar. Va trobar que les línies es podrien fer molt primes i la il·lusió encara es mantindria, mentre que la brillantor augmentava amb el gruix de les línies. Tanmateix, quan les línies es fan tan amples que la línia blanca central queda tancada, la il·lusió perd la brillantor i ja no és visible.

#### Paradoxa de la percepció de la forma
El 1954, més variacions de la il·lusió original d'Ehrenstein van trobar que els costats d'un quadrat prenen una forma aparent corba quan es col·loquen dins d'un patró de cercles concèntrics. Aquesta il·lusió òptica utilitza factors geomètrics per crear un contorn il·lusori de la forma, a diferència de les altres configuracions que utilitzen una brillantor il·lusòria. Ehrenstein també va descobrir que quan reduïa la mida de la figura global, el contorn semblava més gruixut. Les formes de la imatge es mantenen constants malgrat els petits canvis de les característiques generals de la configuració. La monocromia millora encara més la il·lusió de corba.

## Teories i explicacions
La psicologia de la Gestalt es pot utilitzar per explicar les teories dels contorns il·lusoris, ja que assumeix un efocament de dalt a baix del pensament complex: la gent pren i processa la informació disponible abans d'arribar a una conclusió final. Quan es processa una il·lusió, s'apliquen expectatives i creences preconcebudes sobre una imatge o forma per explicar la desconeguda d'una il·lusió. Les interpretacions cognitives d'un estímul físic es construeixen a partir de les expectatives del que sabem i del que veiempercebem. Això vol dir que quan veiem una il·lusió òptica o una configuració, tornem a construir intrínsecament la imatge com a sencera utilitzant qualsevol senyal cognitiva o simbòlica disponible. El psicòleg alemany Wolfgang Köhler va descriure aquest comportament com un "explicatiu". Si allò percebut no es pot explicar, el cervell inventa interpretacions alternatives que no tenen evidència factual o perceptiva al darrere com una manera d'omplir els buits.
Aquesta teoria neix del concepte de dissonància cognitiva, és a dir, de la teoria que si el cervell té dues creences en conflicte al mateix temps, les intentarà conciliar de totes maneres. Això es veu a les il·lusions d'Ehrenstein, en les quals l'absència d'estímuls físics, com ara les graelles incompletes, fa que la ment resti incòmoda i el cervell produeixi imatges de cercles i quadrats per crear ordre i consistència. Per tant, el processament visual d'estímuls incomplets o confusos es basa en processos intrínsecs de resolució de problemes per restaurar la informació.

### Crítiques
La psicologia de la Gestalt i les teories de la dissonància cognitiva de les il·lusions han estat criticades per no poder explicar de manera satisfactòria els efectes de brillantor, ja que no en poden entrelluir la causa. És per això que les descripcions actuals de la il·lusió d'Ehrenstein no són suficients ja que no informen dels mecanismes visuals i perceptius dels fenòmens. Segons el neuròleg alemany Lothar Spillman, cal investigar més per crear una nova teoria que tingui en compte tant les característiques de l'estímul il·lusori com el processament perceptiu de l'individu.
També hi ha proves contradictòries contra les explicacions actuals de la percepció. La psicologia de la Gestalt assumeix que el cervell hauria de tenir algun tipus d'expectativa prèvia que constitueixi la base de la il·lusió, abans que es produeixi una interpretació conscient de l'estímul. Tanmateix, estudis computacionals recents semblen suggerir que la representació dels estímuls es construeix a partir del cervell mitjançant la competència i la cooperació de les neurones visuals.